# Симон Хайнрих Адолф (Липе)
Симон Хайнрих Адолф фон Липе (на немски: Simon Heinrich Adolf zur Lippe-Detmold) от Дом Липе е от 1718 до 1734 г. граф на Графство Липе-Детмолд.

## Биография
Роден е на 25 януари 1694 година в Детмолд. Той е син на граф Фридрих Адолф фон Липе-Детмолд (1667 – 1718) и първата му съпруга принцеса Йохана Елизабет фон Насау-Диленбург-Шаумбург (1663 – 1700), дъщеря на княз Адолф фон Насау-Диленбург-Шаумбург (1629 – 1676) и графиня Елизабет Шарлота фон Холцапел (1640 – 1707). Внук е по баща на граф Симон Хайнрих фон Липе-Детмолд (1649 – 1697) и съпругата му Амалия фон Дона-Вианен (1645 – 1700), наследствена бургграфиня на Утрехт и Вианен.
Майка му умира на 8 февруари 1700 г. и баща му се жени втори път на 8 юни 1700 г. за графиня Амалия фон Золмс-Хоензолмс (1678 – 1746).
Симон Хайнрих Адолф прави образователно голямо пътуване. През 1710 г. е в университета в Утрехт и в дворовете на Англия и Франция. През 1715 г. участва в турския поход на принц Евгений Савойски в Унгария и Белград и през Виена се връща в Детмолд, където през 1718 г. поема управлението.
През 1720 г. император Карл VI иска да го издигне на имперски княз, но той не може да събере нужните 4400 имперски талери. Безпаричието го кара през 1725 г. да заложи финасово задължените господства Вианен и Амайде и замък Щернберг през 1733 г. на Курфюрство Брауншвайг-Люнебург.
Той умира на 12 октомври 1734 година в Детмолд на 40-годишна възраст. Съпругата му поема опекунството за техния син.

## Фамилия
Симон Хайнрих Адолф се жени на 16 октомври 1719 г. във Висбаден за принцеса Йохана Вилхелмина фон Насау-Идщайн (* 14 септември 1700, Идщайн; † 2 юни 1756, Браке), дъщеря на принц Георг Август Самуел фон Насау-Идщайн и принцеса Хенриета Доротея фон Йотинген-Йотинген. Те имат децата:
- Елизабет Хенриета Амалия (* 10 февруари 1721; † 19 януари 1793), абатиса на манастирите Капел в Липщат и Св. Мария в Лемго 1751
- Луиза Фридерика (* 3 октомври 1722; † 3 ноември 1777)
- Карл Август (* 3 ноември 1723; † 16 февруари 1724), наследствен граф на Липе-Детмолд
- Хенриета Августа (* 26 март 1725; † 5 август 1777), омъжена на 19 юни 1745 г. за херцог Фридрих фон Шлезвиг-Холщайн-Глюксбург (1701 – 1766)
- Карл Симон Фридрих (* 31 март 1726; † 18 февруари 1727), наследствен граф на Липе-Детмолд
- Симон Август (* 12 юни 1727; † 1 май 1782), граф на Липе-Детмолд, жени се

∞ I. 24 август 1750 за принцеса Луиза фон Насау-Вайлбург (1733 – 1764),
∞ II. 28 септември 1765 за принцеса Мария Леополдина фон Анхалт-Десау (1746 – 1769),
∞ III. 9 ноември 1769 за принцеса Казимира фон Анхалт-Десау (1749 – 1778);
∞ IV. 26 март 1780 за принцеса Христина Шарлота фон Золмс-Браунфелс (1744 – 1823)
- Фридрих Адолф (* 30 август 1728; 8 август 1729)
- Шарлота Клементина (* 11 ноември 1730; † 18 май 1804), абатиса на манастирите Капел в Липщат и „Св. Мария“ в Лемго
- Лудвиг Хайнрих Адолф (* 7 март 1732; † 31 август 1800), женен

∞ I. 21 септември 1767 за принцеса Анна фон Хесен-Филипстал-Бархфелд (1735 – 1785), дъщеря на ландграф Вилхелм 1692 – 1761) и принцеса Шарлота Вилхелмина фон Анхалт-Бернбург-Шаумбург-Хойм (1704 – 1766)
∞ II. 10 април 1786 за Луиза Амалия фон Изенбург и Бюдинген (1764 – 1844), дъщеря на граф Кристиан Карл фон Изенбург-Бюдинген-Филипсайх (1732 – 1779) и графиня Констанца София фон Сайн-Витгенщайн-Берлебург (1733 – 1776)
- Георг Емил (* 12 март 1733; † 8 юли 1733)
- Вилхелм Алберт Ернст (* 11 януари 1735); † 23 януари 1791), женен за графиня Вилхелмина Готлиба фон Трота (1740 – 1793)

- Най-голямата му дъщеря, Елизабет Хенриета Амалия, абатиса на манастирите Капел и Лемго
- Синът му Симон Август, граф на Липе-Детмолд
- Най-малката му дъщеря, Шарлота Клементина, абатиса на манастирите Капел и Лемго